# Adesmia propinqua
Adesmia propinqua là một loài thực vật có hoa trong họ Đậu. Loài này được Clos miêu tả khoa học đầu tiên.